# Divoká Šárka
Divoká Šárka – jeden z największych parków Pragi (25 ha), zlokalizowany na obrzeżu miasta, na łąkach i krzemionkowych skałach nad wodami Šáreckiego potoku. W parku znajduje się kąpielisko i pozostałości osiedli ludzkich od okresu neolitu do wczesnego osadnictwa słowiańskiego.

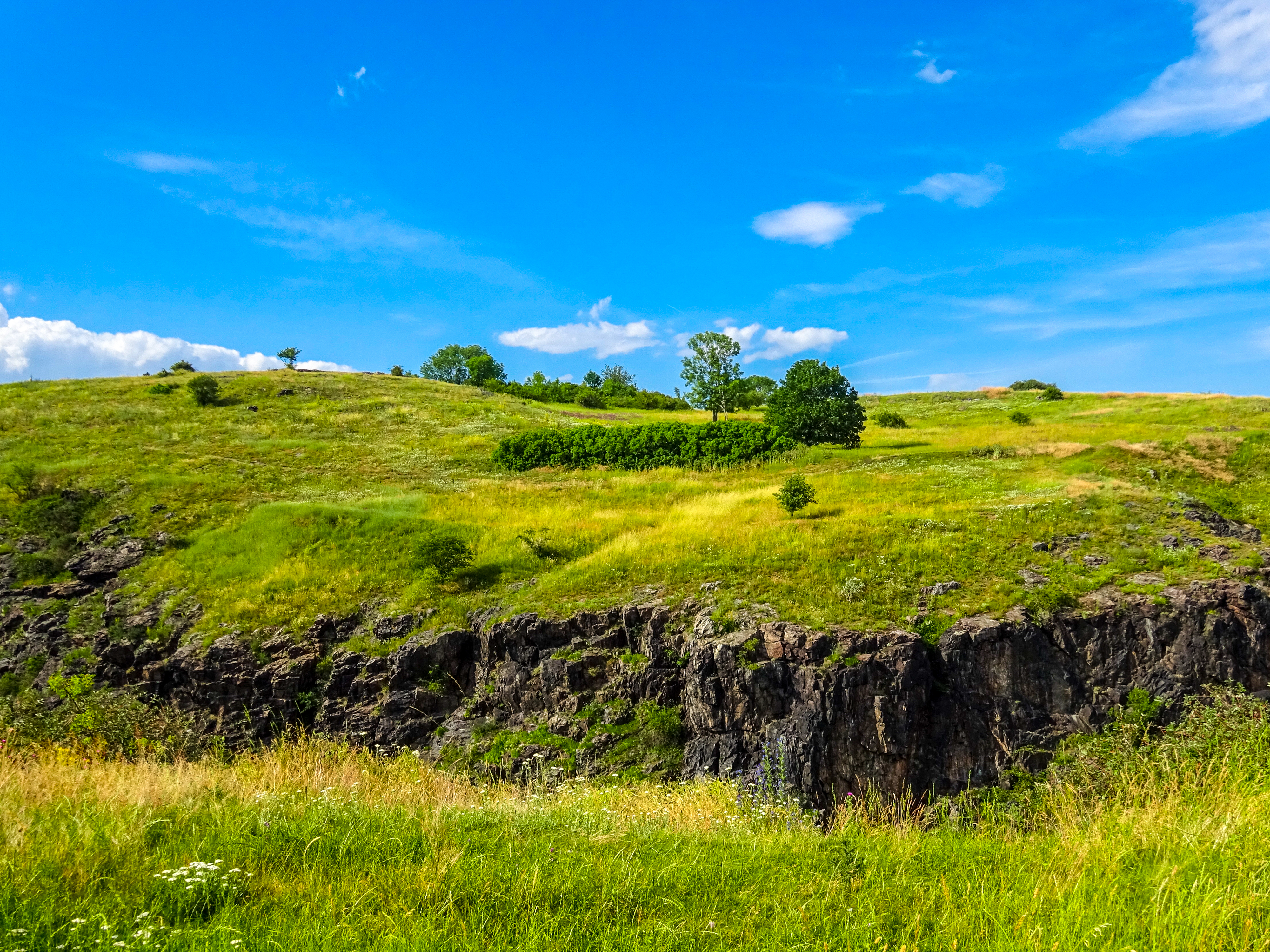
Divoká Šárka. Czerwiec 2019

Nazwa pochodzi od kobiety, która wsławiła się w dziewczęcej wojnie między mężczyznami i kobietami po śmierci księżnej Libuszy. Šárka została przywiązana do drzewa, by udawać ofiarę innych kobiet, i wołała o pomoc, która zwabiła do wąwozu drużynę Ctirada. Kiedy wojownicy wkroczyli do wąwozu, ukryte kobiety zaatakowały ich z ukrycia i pokonały, a Ctirada zamęczyły na śmierć. W następstwie tych wydarzeń wojownicy z Vyšehradu mieli w akcie zemsty zamordować wszystkie wojowniczki, łącznie z Šárką.